# Príncipe Hisaaki
Príncipe Hisaaki (久明親王, , 19 de outubro de 1276 - 16 de novembro de 1328) foi o oitavo Shōgun do Shogunato Kamakura da História do Japão.
 

Seu governo foi controlado por Shikken (regentes) do Clã Hōjō. Hisaaki foi pai de seu sucessor, o Príncipe Morikuni. Foi filho do Imperador Go-Fukakusa e irmão mais novo do Imperador Fushimi.

 